# 쇼타임 - 버닝 더 비스트
《쇼타임 - 버닝 더 비스트》은 2014년 4월 10일부터 2014년 7월 17일까지 MBC every1에서 방송된 리얼 버라이어티 프로그램이다.

## 소개
- 비스트에 대한 시청자들의 궁금증을 바탕으로 만들어가는 프로그램

## 출연
- 양요섭
- 윤두준
- 이기광
- 손동운
- 용준형
- 장현승

## 시리즈
1. EXO의 쇼타임
2. 쇼타임 - 버닝 더 비스트
3. 에이핑크의 쇼타임
4. 씨스타의 쇼타임
5. EXID의 쇼타임
6. 인피니트의 쇼타임
7. 마마무X여자친구의 쇼타임